# Lliga cèltica de rugbi 2013-2014
La Lliga cèltica de rugbi 2013-2014 és la temporada 2013-2014 de la Lliga cèltica de rugbi on el vigent campió és el Leinster Rugby que defensa el títol aconseguit l'any passat, s'inicià el 6 de setembre del 2013. Acabà el 31 de maig del 2014 on el Leinster Rugby conservà el seu títol derrotant els Glasgow Warriors.

## Resultats
| Clubs                  | BRT     | CB      | CR      | ER      | GW      | S       | LR      | MR      | NGD     | O       | UR      | Z       |
| ---------------------- | ------- | ------- | ------- | ------- | ------- | ------- | ------- | ------- | ------- | ------- | ------- | ------- |
| Benetton Rugby Treviso |         | 26 – 26 | 23 – 3  | 20 – 16 | 16 – 38 | 33 – 41 | 20 – 21 | 29 – 19 | 45 – 27 | 19 – 24 | 12 – 14 | 20 – 15 |
| Cardiff Blues          | 17 – 13 |         | 21 – 10 | 29 – 12 | 20 – 27 | 17 – 13 | 22 – 34 | 10 – 31 | 21 – 13 | 19 – 22 | 28 – 23 | 25 – 30 |
| Connacht Rugby         | 38 – 6  | 15 – 22 |         | 11 – 7  | 12 – 19 | 21 – 24 | 8 – 16  | 23 – 32 | 14 – 11 | 26 – 43 | 7 – 18  | 25 – 16 |
| Edinburgh Rugby        | 20 – 13 | 22 – 29 | 43 – 10 |         | 16 – 20 | 9 – 22  | 11 – 6  | 12 – 55 | 16 – 13 | 31 – 25 | 3 – 9   | 25 – 23 |
| Glasgow Warriors       | 29 – 10 | 22 – 15 | 8 – 6   | 37 – 34 |         | 14 – 6  | 12 – 6  | 6 – 13  | 8 – 23  | 11 – 9  | 27 – 9  | 54 – 0  |
| Scarlets               | 26 – 10 | 27 – 15 | 32 – 30 | 25 – 21 | 12 – 17 |         | 19 – 42 | 18 – 13 | 34 – 23 | 6 – 10  | 17 – 9  | 27 – 20 |
| Leinster Rugby         | 62 – 7  | 34 – 20 | 16 – 13 | 15 – 13 | 28 – 25 | 36 – 19 |         | 22 – 18 | 31 – 19 | 29 – 29 | 19 – 6  | 27 – 0  |
| Munster Rugby          | 14 – 3  | 54 – 13 | 22 – 16 | 34 – 23 | 5 – 22  | 16 – 10 | 19 – 15 |         | 23 – 9  | 12 – 6  | 17 – 19 | 36 – 8  |
| Newport Gwent Dragons  | 20 – 19 | 22 – 16 | 8 – 24  | 19 – 23 | 24 – 23 | 23 – 16 | 19 – 23 | 14 – 18 |         | 10 – 20 | 15 – 8  | 30 – 7  |
| Ospreys                | 75 – 7  | 34 – 9  | 45 – 20 | 44 – 10 | 16 – 28 | 17 – 12 | 25 – 19 | 11 – 25 | 40 – 17 |         | 12 – 18 | 30 – 20 |
| Ulster Rugby           | 32 – 13 | 39 – 21 | 58 – 12 | 41 – 17 | 12 – 13 | 26 – 13 | 20 – 22 | 29 – 19 | 38 – 8  | 10 – 7  |         | 13 – 6  |
| Zebre                  | 14 – 12 | 15 – 10 | 19 – 32 | 26 – 13 | 17 – 24 | 16 – 16 | 8 – 31  | 21 – 43 | 25 – 25 | 30 – 27 | 11 – 19 |         |

## Classificació
| Classificació general de la Lliga cèltica | Classificació general de la Lliga cèltica | Classificació general de la Lliga cèltica | Classificació general de la Lliga cèltica | Classificació general de la Lliga cèltica | Classificació general de la Lliga cèltica | Classificació general de la Lliga cèltica | Classificació general de la Lliga cèltica | Classificació general de la Lliga cèltica | Classificació general de la Lliga cèltica | Classificació general de la Lliga cèltica | Classificació general de la Lliga cèltica | Classificació general de la Lliga cèltica | Classificació general de la Lliga cèltica | Classificació general de la Lliga cèltica |
| Class.                                    | Clubs                                     | Pts                                       | J                                         | G                                         | E                                         | P                                         | B0                                        | BD                                        | pf                                        | pc                                        | p±                                        | af                                        | ac                                        | a±                                        |
| ----------------------------------------- | ----------------------------------------- | ----------------------------------------- | ----------------------------------------- | ----------------------------------------- | ----------------------------------------- | ----------------------------------------- | ----------------------------------------- | ----------------------------------------- | ----------------------------------------- | ----------------------------------------- | ----------------------------------------- | ----------------------------------------- | ----------------------------------------- | ----------------------------------------- |
| 1.                                        | Leinster Rugby                            | 82                                        | 22                                        | 17                                        | 1                                         | 4                                         | 8                                         | 4                                         | 554                                       | 352                                       | 202                                       | 57                                        | 30                                        | 27                                        |
| 2.                                        | Glasgow Warriors                          | 79                                        | 22                                        | 18                                        | 0                                         | 4                                         | 4                                         | 3                                         | 484                                       | 309                                       | 175                                       | 53                                        | 22                                        | 31                                        |
| 3.                                        | Munster Rugby                             | 74                                        | 22                                        | 16                                        | 0                                         | 6                                         | 7                                         | 3                                         | 538                                       | 339                                       | 199                                       | 56                                        | 27                                        | 29                                        |
| 4.                                        | Ulster Rugby                              | 70                                        | 22                                        | 15                                        | 0                                         | 7                                         | 6                                         | 4                                         | 470                                       | 319                                       | 151                                       | 45                                        | 26                                        | 19                                        |
| 5.                                        | Ospreys Rugby                             | 66                                        | 22                                        | 13                                        | 1                                         | 8                                         | 6                                         | 6                                         | 571                                       | 388                                       | 183                                       | 59                                        | 32                                        | 27                                        |
| 6.                                        | Scarlets                                  | 55                                        | 22                                        | 11                                        | 1                                         | 10                                        | 3                                         | 6                                         | 435                                       | 438                                       | -3                                        | 43                                        | 45                                        | -2                                        |
| 7.                                        | Cardiff Blues                             | 41                                        | 22                                        | 8                                         | 1                                         | 13                                        | 1                                         | 6                                         | 425                                       | 538                                       | -113                                      | 32                                        | 55                                        | -23                                       |
| 8.                                        | Edinburgh Rugby                           | 38                                        | 22                                        | 7                                         | 0                                         | 15                                        | 2                                         | 8                                         | 397                                       | 526                                       | -129                                      | 38                                        | 57                                        | -19                                       |
| 9.                                        | Newport Gwent Dragons                     | 35                                        | 22                                        | 7                                         | 1                                         | 14                                        | 0                                         | 5                                         | 392                                       | 492                                       | -100                                      | 34                                        | 46                                        | -12                                       |
| 10.                                       | Connacht Rugby                            | 35                                        | 22                                        | 6                                         | 0                                         | 16                                        | 4                                         | 7                                         | 371                                       | 509                                       | -138                                      | 42                                        | 54                                        | -12                                       |
| 11.                                       | Benetton Rugby Treviso                    | 30                                        | 22                                        | 5                                         | 1                                         | 16                                        | 1                                         | 7                                         | 376                                       | 591                                       | -215                                      | 31                                        | 72                                        | -41                                       |
| 12.                                       | Zebre                                     | 29                                        | 22                                        | 5                                         | 2                                         | 15                                        | 0                                         | 5                                         | 347                                       | 559                                       | -212                                      | 35                                        | 59                                        | -24                                       |

## Fase final
| Semifinals       | Semifinals | Semifinals    |
| ---------------- | ---------- | ------------- |
| Glasgow Warriors | 16 – 15    | Munster Rugby |
| Leinster Rugby   | 13 – 9     | Ulster Rugby  |

| Final          | Final   | Final            |
| -------------- | ------- | ---------------- |
| Leinster Rugby | 34 – 12 | Glasgow Warriors |

| Campió         |
| -------------- |
| Leinster Rugby |